# Macroptilium ekmanianum
Macroptilium ekmanianum är en ärtväxtart som beskrevs av Ignatz Urban. Macroptilium ekmanianum ingår i släktet Macroptilium och familjen ärtväxter. Inga underarter finns listade i Catalogue of Life.